# Wierzbnica (gromada)
Wierzbnica (od 31 XII 1961 Bytom Odrzański) – dawna gromada, czyli najmniejsza jednostka podziału terytorialnego Polskiej Rzeczypospolitej Ludowej w latach 1954–1972.
Gromady, z gromadzkimi radami narodowymi (GRN) jako organami władzy najniższego stopnia na wsi, funkcjonowały od reformy reorganizującej administrację wiejską przeprowadzonej jesienią 1954 do momentu ich zniesienia z dniem 1 stycznia 1973, tym samym wypierając organizację gminną w latach 1954–1972.
Gromadę Wierzbnica z siedzibą GRN w Wierzbnicy utworzono – jako jedną z 8759 gromad na obszarze Polski – w powiecie głogowskim w woj. zielonogórskim na mocy uchwały nr V/14/54 WRN w Zielonej Górze z dnia 5 października 1954. W skład jednostki weszły obszary dotychczasowych gromad Wierzbnica, Popowo, Tarnów Bycki, Bycz, Królikowice, Małoszowice i Bonów ze zniesionej gminy Bytom Odrzański w tymże powiecie oraz obszar dotychczasowej gromady Miłaków ze zniesionej gminy Niegosławice w powiecie szprotawskim w tymże województwie.
1 stycznia 1955 gromadę włączono do powiatu nowosolskiego w tymże województwie, gdzie ustalono dla niej 11 członków gromadzkiej rady narodowej.
Gromadę zniesiono 31 grudnia 1961 w związku z przeniesieniem siedziby GRN z Wierzbnicy do Bytomia Odrzańskiego i zmianą nazwy jednostki na gromada Bytom Odrzański.